# Shingo Natsume
Shingo Natsume (jap. 夏目真悟 Natsume Shingo; ur. 26 września 1980 w prefekturze Aomori) – japoński reżyser anime i animator. Karierę rozpoczął w 2003 roku, a po pracy nad Fullmetal Alchemist: Brotherhood w 2009 roku powierzono mu reżyserię jego pierwszego serialu telewizyjnego, Space Dandy, który miał premierę w 2014 roku.

## Biografia
Shingo Natsume urodził się 26 września 1980 w prefekturze Aomori. Swoją karierę jako animator rozpoczął w 2003 roku. W 2009 roku odpowiadał za animację kluczową w anime Fullmetal Alchemist: Brotherhood. Rok później dołączył do zespołu produkcyjnego The Tatami Galaxy, a w 2014 roku zadebiutował jako reżyser anime Space Dandy. Następnie wyreżyserował pierwszy sezon One-Punch Man (2015), ACCA: 13-ku kansatsu-ka (2017) oraz Boogiepop wa warawanai (2019). W 2021 roku powierzono mu stworzenie oryginalnego serialu anime Sonny Boy. Produkcja ta była nominowana do tytułu anime roku na gali Crunchyroll Anime Awards 2022, a sam Natsume otrzymał nominację w kategorii najlepszego reżysera.

## Filmografia
| Rok  | Tytuł                        | Rola                     | Źródło |
| ---- | ---------------------------- | ------------------------ | ------ |
| 2012 | Hori-san to Miyamura-kun     | reżyser odcinka (odc. 1) | [ 8 ]  |
| 2014 | Space Dandy                  | reżyser                  | [ 9 ]  |
| 2015 | One-Punch Man                | reżyser                  | [ 3 ]  |
| 2017 | ACCA: 13-ku kansatsu-ka      | reżyser                  | [ 4 ]  |
| 2017 | Night Is Short, Walk On Girl | scenorysy                | [ 10 ] |
| 2019 | Boogiepop wa warawanai       | reżyser                  | [ 5 ]  |
| 2021 | Sonny Boy                    | reżyser i twórca         | [ 6 ]  |
| 2022 | Wehikuł Tatami               | reżyser                  | [ 11 ] |